# Paul Duboc
Paul Duboc (Ruan, 2 de abril de 1884 - París, 19 de agosto de 1941) fue un ciclista profesional francés entre 1907 y 1927. Era apodado La manzana. Ganador de cinco etapas del Tour de Francia, su mejor resultado lo obtuvo en 1911, cuando fue segundo en la general. Estuvo cerca de la victoria, pero cayó enfermo tras beber de una botella envenenada. Sus seguidores culparon al líder de la general, Gustave Garrigou, y los organizadores del Tour aconsejaron a Garrigou montar disfrazado. Es recordado también por haber sido descalificado en la edición de 1919 por pedir prestado un coche para ir a reparar el eje de sus pedales.

## Palmarés
1909
- Vuelta a Bélgica, más 1 etapa
- 1 etapa del Tour de Francia

1911
- 2º del Tour de Francia, más 4 etapas

## Resultados en las Grandes Vueltas
| Carrera         | 1907 | 1908 | 1909 | 1910 | 1911 | 1912 | 1913 | 1914 | 1915 | 1916 | 1917 | 1918 | 1919  | 1920 | 1921 | 1922 | 1923 | 1924 | 1925 | 1926 | 1927 |
| --------------- | ---- | ---- | ---- | ---- | ---- | ---- | ---- | ---- | ---- | ---- | ---- | ---- | ----- | ---- | ---- | ---- | ---- | ---- | ---- | ---- | ---- |
| Giro de Italia  | X    | X    | -    | -    | -    | -    | -    | Ab.  | X    | X    | X    | X    | -     | -    | -    | -    | -    | -    | -    | -    | -    |
| Tour de Francia | -    | 11º  | 4º   | -    | 2º   | Ab.  | Ab.  | 31.º | X    | X    | X    | X    | Desq. | -    | -    | -    | 18º  | -    | -    | 27º  | Ab.  |
| Vuelta a España | X    | X    | X    | X    | X    | X    | X    | X    | X    | X    | X    | X    | X     | X    | X    | X    | X    | X    | X    | X    | X    |
| Mundial en Ruta | X    | X    | X    | X    | X    | X    | X    | X    | X    | X    | X    | X    | X     | X    | X    | X    | X    | X    | X    | X    | -    |

-: No participa

Ab.: Abandono

X: Ediciones no celebradas

Desq.: Descalificado